# Melilit
Melilit – minerał z gromady krzemianów grupowych. Nazwa pochodzi z gr. meli czyli miód oraz lithos czyli skała/kamień.
Melility to krzemiany grupowe Ca2Mg i Ca2Al oraz ich analogon strukturalny Ca2Zn (hardystonit). Skrajnymi ogniwami szeregu melilitów są:
- akermanit Ca2Mg[Si2O7]
- gehlenit Ca2Al[(Si,Al)2O7]

Melililty często zawierają także na pozycji wapnia kationy Na+, co można wyrazić wzorem (Ca,Na)2(Al,Mg)[(Si,Al)2O7]. Znany jest także ferroakermanit Ca2Fe2+[Si2O7] i ferrogehlenit Ca2Fe3+[Si2O7] otrzymany syntetycznie. Melility występujące w przyrodzie zawierają tylko nieznaczne ilości Fe2+ i Fe3+.

## Charakterystyka
Kryształy melilitów maja pokrój tabliczkowy, są rozwinięte według (001). Zgodnie z tym kierunkiem zaznacza się słaba łupliwość. Twardość od 5 do 6 w skali Mohsa. Gęstość 2,95 (akermanit) do 3,04 (gehlenit). Melility łatwo reagują z HCl[, wydzielając przy tym galaretowatą krzemionkę.

### Krystalochemia
W strukturze melilitów wyróżnia się warstwy utworzone z podwójnych tetraedrów [Si2O7]6-, wykazujących symetrię względem płaszczyzny (001), powiązane tetraedrami [MgO4]6-. Ca2+ pojawia się natomiast w koordynacji oktaedrycznej (LK 8). Obie warstwy złożone z [MgO4]6- i Ca2+ oraz [Si2O7]6- leżą w płaszczyźnie (001) czyli prostopadłej do osi krystalograficznej Z, co częściowo upodabnia je do krzemianów warstwowych.

### Dane optyczne
| Minerał     | nε          | nω          | Δ           | Charakter optyczny |
| ----------- | ----------- | ----------- | ----------- | ------------------ |
| Akermanit   | 1,640       | 1,632       | 0,008       | (+)                |
| Melility    | 1,616-1,661 | 1,624-1,666 | 0,001-0,013 | (+/-)              |
| Gehlenit    | 1,658       | 1,669       | 0,011       | (-)                |
| Hardystonit | 1,661       | 1,672       | 0,011       | (-)                |

### Geneza i występowanie
Melility powstają w wysokiej temperaturze. Akermanit, melilit i gehlenit są minerałami skał wapienno-krzemianowych i wapiennych zasobnych w kwarc lub składniki ilaste przeobrażonych kontaktowo w facji sanidynitowej. Najczystsze odmiany rozpoznano w porwakach wapieni w zasadowych lawach Wezuwiusza oraz wśród zmienionych wapieni w Monzoni, Fassatal, a także Valaedena (Meksyk). Melility są bardziej rozpowszechnione, zwłaszcza w strefach kontaktowych skał węglanowych z gabrem, dolerytem i innymi skałami niedosyconymi krzemionką. Są też głównymi składnikami melilitytów oraz bazaltów melilitowych i skał pokrewnych, tj. niektórych zasadowych skał magmowych, które dziś dość rzadko napotyka się w przyrodzie.